# Soraya Hadad
Soraya Hadad –en árabe, صورايا حداد– (El Kseur, 30 de septiembre de 1984) es una deportista argelina que compitió en judo.
Participó en tres Juegos Olímpicos de Verano entre los años 2004 y 2012, obteniendo una medalla de bronce en la edición de Pekín 2008 en la categoría de –52 kg. En los Juegos Panafricanos consiguió dos medallas en los años 2007 y 2011.
Ganó una medalla en el Campeonato Mundial de Judo de 2005, y seis medallas en el Campeonato Africano de Judo entre los años 2002 y 2012.

## Palmarés internacional
| Juegos Olímpicos    | Juegos Olímpicos             | Juegos Olímpicos  | Juegos Olímpicos |
| Año                 | Lugar                        | Medalla           | Categoría        |
| ------------------- | ---------------------------- | ----------------- | ---------------- |
| 2008                | Pekín (China)                | Medalla de bronce | –52 kg           |
| Campeonato Mundial  |                              |                   |                  |
| Año                 | Lugar                        | Medalla           | Categoría        |
| 2005                | El Cairo (Egipto)            | Medalla de bronce | –48 kg           |
| Juegos Panafricanos |                              |                   |                  |
| Año                 | Lugar                        | Medalla           | Categoría        |
| 2007                | Argel (Argelia)              | Medalla de bronce | –52 kg           |
| 2011                | Maputo (Mozambique)          | Medalla de oro    | –52 kg           |
| Campeonato Africano |                              |                   |                  |
| Año                 | Lugar                        | Medalla           | Categoría        |
| 2002                | El Cairo (Egipto)            | Medalla de bronce | –48 kg           |
| 2004                | Túnez (Túnez)                | Medalla de oro    | –48 kg           |
| 2005                | Puerto Elizabeth (Sudáfrica) | Medalla de oro    | –48 kg           |
| 2008                | Agadir (Marruecos)           | Medalla de oro    | –52 kg           |
| 2011                | Dakar (Senegal)              | Medalla de oro    | –52 kg           |
| 2012                | Agadir (Marruecos)           | Medalla de oro    | –52 kg           |